# 向义镇
向义镇，是中华人民共和国四川省内江市威远县下辖的一个乡镇级行政单位。

## 行政区划
向义镇下辖以下地区：
向家岭社区、高硐社区、向万村、柏林村、水口村、石象村、大山村、石庙村、小古村、解放村、枇杷村、土桥村、大冲村、塘角村、静宁村、白石村、四方村和古井村。